# Менинг (Јужна Каролина)
Менинг (енгл. Manning) град је у америчкој савезној држави Јужна Каролина.

## Демографија
По попису из 2010. године број становника је 4.108, што је 83 (2,1%) становника више него 2000. године.
| Група             | 2000.         | 2010.         |
| Белци             | 1.432 (35,6%) | 1.335 (32,5%) |
| Афроамериканци    | 2.510 (62,4%) | 2.577 (62,7%) |
| Азијати           | 25 (0,6%)     | 98 (2,4%)     |
| Хиспаноамериканци | 42 (1,0%)     | 79 (1,9%)     |
| Укупно            | 4.025         | 4.108         |